# アニたまどっとコム standard まるなげ♪
『アニたまどっとコム standard まるなげ♪』（あにたまどっとこむ スタンダード まるなげ）は、ラジオ関西のアニたまどっとコム枠内で放送されていたラジオ番組。

## 概要
- パーソナリティは声優の清水香里と植田佳奈。
- さる偉い人より「一時間お任せします」とだけ言われ、番組の内容作りや進行は2人に「丸投げ」されている。
- コーナーごとの明確なタイムテーブルも決められておらず、番組の進行はほぼ2人のトークによって左右される。
- 放送開始後、最初の改編期が迫った2007年12月から「STOP! 打ち切り」というスローガンを掲げている。あるリスナーよりこのスローガンを呼び掛けるためのブログパーツも作られ、番組の公式ホームページで配布されている。
- パーソナリティ2人のイメージを、リスナーが具現化し誕生した「まるなげどん」という番組マスコットキャラクターがある。
- ジングルは、さまざまなトーンの声で「まるなげ」とささやく（もしくは叫ぶ）もの。いくつかのバージョンがあるが、BGMは全て共通で、基本的にどちらか一人が声を発する。
- 2008年3月下旬に公式ホームページが更新され、番組の説明も「丸投げ」から「番組も内容も中身も全てその日暮らし」、「自由な熱血系爆裂トーク番組」となった。

## 放送日時
| 放送対象地域 | 放送局                        | 放送期間                                                  | 放送時間                       | 備考   |
| ------------ | ----------------------------- | --------------------------------------------------------- | ------------------------------ | ------ |
| 兵庫県       | ラジオ関西                    | 2007年10月6日 - 2010年9月25日 2011年4月2日 - 2012年4月1日 | 毎週土曜日 25時00分 - 26時00分 | 制作局 |
| 兵庫県       | ラジオ関西                    | 2010年10月2日 - 2011年3月26日                             | 毎週土曜日 24時30分 - 25時30分 | 制作局 |
| 日本全国     | アニたまどっとコム 公式サイト | 2007年10月10日 -                                          | 毎週水曜日 更新                |        |

## コーナー
前述したように、コーナーの進行は清水と植田のトークにより前後する。放送回によっては、ほとんどがフリートークのみで占められることもある。
オープニング
パーソナリティ2人によるトーク（主に近況報告）で番組は始まる。ある程度話に区切りがついた時点で、「そんなこんなで清水香里と植田佳奈がお送りする60分」というくだりと番組名のコールが入り、ようやくオープニングテーマが流される。
ちなみに、ゲストがいてもこの流れはお決まりで、自己紹介は基本的に番組名がコールされるまでできない（第20回、2008年2月16日放送分より）。
最後に締めとして、提供アナウンス風に清水が「この番組は○○○のラジオ関西東京支社からお送りします」と読み上げる。
なりきり『Non☆Stop☆ShiN's』
リスナーから寄せられたキャラクターや人物に扮し、主にN±のメンバーに関する裏ネタを披露した後、N'sの楽曲『Non☆Stop☆ShiN's』への曲振りへとつなげる。
うわさのナツコボット
2人と親交が深い桑谷夏子の言いそうなセリフをリスナーから大喜利形式で募集する。
2人が「言いそう」と感じた時は「ボッときた」となり、Twitterに作成されたbotアカウントに採用される。
恋愛カウンセラー・佳奈と助手・香里
リスナーから寄せられた恋愛に関する相談に、植田が親身にアドバイスを送る。
過去には同様のコンセプトで「まるなげ♪人生相談室」というコーナーがあった。
エンディング
感想や反省含めたトークと、宣伝、投稿の募集をするコーナー。
締めはオープニングと同様に提供アナウンス風で、植田が「この番組は○○○のラジオ関西東京支社から送りました」と読み上げる。
今週のかな恵ちゃん
エンディングの冒頭で、不定期に挿入されるミニコーナー。
植田がファンと自称する伊藤かな恵に関する最新情報をリスナーから募集し、清水が紹介する。
取り上げられたネタや植田の反応は、伊藤が出演している『神戸前向女学院。』でもリスナーを通じて話題に上がることがある。
派生企画として、『JIN-仁-』の南方仁がテーマの「今週の南方先生」や、『うさぎドロップ』で共演した松浦愛弓がテーマの「今週のあゆちゃん」が行われたこともある。

### 過去の主なコーナー・企画
まるなげ♪商品開発
スポンサーがないため、番組で面白い商品を開発し、アニたまSHOPで売って儲けようという企画。回を重ねる毎に、「欲望にまみれたメール」を紹介するコーナーと化している。
リスナーの提案により、2人が気に入ったものを何度か試作したことがあるが、肖像権や著作権等の権利、製作予算の都合などにより、正式に商品化された商品は現時点では一点もない。そのため、ラジオ関西東京支社の一部を番組のダンボールだらけにしているらしい。
第23回（2008年3月8日分）の放送で、番組からCDが発売される旨が伝えられ、番組開始からおよそ半年にしてようやく発売に至った。
商品リスト
1. 急にボールが来たので、思わず作っちゃいましたCD（略してQBKCD）〜『アニたまどっとコム standard まるなげ♪』 DJ-CD vol.1〜
2. （パステル香里・テレフォンカードの予定）
3. DVD「私をスノボに連れてって〜ゲレンデでラブをゲットするための50のアドバイス〜」
4. 常識的に考えてそろそろ桑谷さんを呼ぶ頃だと思い呼んでみましたCD〜『アニたまどっとコム standard まるなげ♪』 DJ-CD vol.2〜

まるなげ♪宣伝部
リスナーから宣伝したいことを募集し宣伝するコーナーで、寄せられたものを清水と植田によるオリジナルCMで宣伝する。
ゲストに茅原実里が来た際には、オリジナルCMの代わり茅原実里の『Melty tale storage』が放送された。
まるなげ1時またぎ
放送時間が24時30分 - 25時30分だった頃に裏番組を聞こうとしている人をこの番組に引き留めるために、今一押しのコーナーを実施していた。ただし、「1時またぎ」と題しているにもかかわらず、1時をまたがず1時00分を過ぎてから始まることも多かった。
裏番組に関して、パーソナリティの2人は番組開始時期に放送していた『クラなんとか』に出演している中原麻衣をライバル視していた。一方で、田村ゆかりや能登麻美子に関しては「かわいいから仕方ないか」とコメントしていた。録音やインターネットで聴いているリスナーについては「裏番組を聴いていなければ認める」としている。
主に以下の企画が行われるが、回によっては番組上層部発案の企画に変わることがある。
今週のまるなげ♪急上昇曲
パーソナリティ、番組スタッフ、リスナーからリクエストのあった曲を紹介しその中から1曲ピックアップして放送する。番組開始以来、「まるなげ1時半またぎ」内のほぼレギュラーコーナーであったが、最近では「まるなげ♪人生相談室」にその座を譲っている。
選出曲はおおよそ1〜3曲だが、回によっては1曲のみの場合がある。なお、複数選出時の際、放送する曲の決定方法はダーツ。なお、ダーツの的は何度も重ね張りしているようで、回を重ねる毎に射にくくなるとのこと（そのためか、『チアルーガ』は的中しやすいらしい）。
番組1時間に対し、1曲だけ放送の理由は「スポンサーがいないため、番組で曲を放送する権利の確保に必要な予算がないから」とのこと。
ネット配信版では、このコーナーの曲の部分は著作権（料）の関係で曲の部分はカットされる。まれに、曲の権利者と折り合いが付いた（とみられる）場合、ネット配信版でもAMラジオで流れたのと同じ長さで曲が流れる。(後述のエピソードを参照)
第21回（2008年2月23日）では、権利者である茅原実里がゲストで来ていたため、番組開始以来初めて曲が2度放送された（1回は「まるなげ♪宣伝部」で放送）。
まるなげ♪人生相談室
リスナーの様々な相談や悩みを植田佳奈がバッサリと斬るコーナー。リスナー発案による単発企画がコーナー化されたもの。
「私をスノボにつれてって ゲレンデでラブをゲットするための50のアドバイス」ロケ終了記念 月山に行ってきたから、月山に詳しくなったはずの清水にきく5つのクイズ
リスナーへのプレゼントがほしくなった清水に、植田が5つのクイズを出題し正解すると清水に横流しされるコーナー。
まるなげどんがきました!
人生をまるなげしたくなるような体験談をリスナーから募集し励ますコーナー。特に何もない場合、エンディングまで後半のほとんどを占めるときがある。
不定期で、パーソナリティ2人の恥ずかしい過去の体験談が取り上げられることがある。
まるなげアワード
番組リスナーから寄せられた声優アワードの植田ノミネートに関して触れたことから生まれたコーナー。通常（本家本元）では作られないであろう部門を番組独自に作っては勝手に選考投票を募集、そして勝手に受賞者を決めてしまおうというコーナー。
現在までに以下のアワードで投票が行われ、選出された。
|        | 部門名               | 男性              | 女性                | 放送分                        |
| ------ | -------------------- | ----------------- | ------------------- | ----------------------------- |
| 第1回  | メガネ声優           | 藤原啓治          | 門脇舞以            | 2008年4月12日（第28回）放送分 |
| 第2回  | 声優ベスト・ドS賞    | 石川英郎          | 植田佳奈            | 2008年4月19日（第29回）放送分 |
| 第3回  | 声優フォトジェニック | 鈴村健一          | 柚木涼香            | 2008年5月3日（第31回）放送分  |
| 第4回  | ドM声優              | 岩田光央          | 清水香里            | 2008年5月10日（第32回）放送分 |
| 第5回  | 体当たり声優         | 小野坂昌也        | 清水香里            | 2008年5月17日（第33回）放送分 |
| 第6回  | エロかっこいい       | 速水奨            | 茅原実里            | 2008年5月24日（第34回）放送分 |
| 第7回  | 声優雀士             | 中田譲治 小山剛志 | 小清水亜美 植田佳奈 | 2008年5月31日（第35回）放送分 |
| 第8回  | 天然声優             | 杉田智和          | 福井裕佳梨          | 2008年6月7日（第36回）放送分  |
| 第9回  | ブロガー声優         | 小山剛志          | 浅野真澄            | 2008年6月21日（第38回）放送分 |
| 第10回 | 酒豪声優             | 鳥海浩輔          | 大原さやか          | 2008年6月28日（第39回）放送分 |
| 第11回 | 着物・浴衣・和服声優 | 小山力也          | 能登麻美子          | 2008年7月12日（第41回）放送分 |
| 第12回 | ネトゲ廃人声優       | 緑川光            | 植田佳奈            | 2008年9月6日（第49回）放送分  |

まるなげ♪工作部
番組グッズの候補をとりあえず試作してみるコーナー。第1回から第11回まではほぼ毎回あったコーナーだったが、主な原材料である声優雑誌の不足と肖像使用や制作といった権利等の都合により商品化が難しいことから次第に行われなくなった。
第20回で「まるなげ♪商品開発」と合同で行われ、第22回で久しぶりに独立したコーナーとして放送されたが、パーソナリティーから「まだ、このコーナーあったのか」と言うほど最近では影が薄い。
今週のニセコ情報
第23回（2008年3月8日放送分）からスタート(?)した、日本各地のゲレンデ情報を募集するコーナー。
発端は植田が清水に誘われてゲレンデに行ったことで、スノーボードにハマリ始めたことによる。
第26回からは国内におけるウィンタースポーツのシーズンがほぼ終了したため放送されなくなった。
次の年のウィンターシーズンからは「まるなげ♪ゲレンデ情報」として放送されている。
今週の桑谷さん
番組内で話題に上がる率No.1声優である桑谷夏子が、今週やっていそうなことをリスナーが勝手に想像して投稿するコーナー。
ルビーに呼びかけ → ○○に呼びかけ
当初は『まるなげ♪』の後に放送される番組『ルビーにくちづけ』（文化放送制作）へ呼びかけを行うエンディングのコーナーだったが、現在はアニたまどっとコム枠内放送の番組対象を拡大して呼びかけを行っている。
放送開始以来、後番組ということで番組の告知をし、またたびたび呼びかけをしていたにもかかわらず、まったく返事がないということで、第13回（2007年12月29日放送）よりコーナー化された。それ以前には『ルビーにくちづけ』以外に『工口×工口』等にも呼びかけをしていたことがある。
第14回で『まるなげ♪』『ルビーにくちづけ』両番組のリスナーを通じて初めてきた返答は「無視します」だった。関俊彦・森久保祥太郎の2人曰く、「どちらかが根負けするまで無視する」とのこと（『ルビーにくちづけ』より）。その後も呼びかけを続けたが返事はなく、ついには呼びかけ対象を変更し、『集まれ昌鹿野編集部』（ヤングに呼びかけ）、『週刊!アニたま水曜日』（アニすいに呼びかけ）など、現在はとりあえず呼びかけに返事をくれる番組探し状態である。

### その他企画
まるなげ♪ジェンガ → まるなげ♪ジェンガ "ブラック アンド ピンク"
上層部から発案された企画で、通常のジェンガのルールに加え、ブロックに書かれている質問や要求に応えるというもの。崩した人（敗者）には罰ゲームがある。
第20回（2008年2月16日放送分）に行われた2回目では、番組初ゲストである生天目仁美を含めた3人で実施された。
これまでにこの企画は2度行われたが、いずれも敗者は清水香里であった。
- 清水香里（→パステル香里） ラブシグナルはときめきピンク

第20回（2008年2月16日放送分）のバレンタイン・スペシャルで放送された。略称は「ラブとき」。
清水香里（途中からパステル香里）が、違反切符は切らない代わり違反キッスを送るラブ・ポリスとなってくじで引いた甘い言葉にエコーをかけて発言するというコーナー。名目上は「視聴者へのバレンタイン・プレゼント」であるが実質罰ゲームであり、これはゲストの生天目仁美を含めた3人で行ったゲームで清水が敗者となったため。
なお、この企画で精神的ダメージを負った（一枚一枚読み上げる毎に紙を破る音があり、このことが清水の恥じっぷりを表していた）清水は、後述の「みのりん先生の試験によく出るラブ単語」の企画提案をした。また清水はいずれ、相方の植田佳奈に同様の企画やらせようと画策している。
一方、一部では好評であったようで、中には魔法少女リリカルなのはシリーズを元にしたリスナーのドラマCD化の発案もあり、これにアレンジを加えた「パステル香里」のドラマCD化構想がある。
- みのりん先生の試験によく出るラブ単語

第21回（2008年2月23日）で放送されたもので、ゲストの茅原実里の宣伝をオンエアした代わりに、茅原が番組のために一肌脱ぐ企画として、「番組キャラクターのデザイン」、「茅原公認グッズの製作権」、「くじ引きで引き当てた言葉を言う3分番組（テーマ：先生となって授業）」の3案が提案され、茅原は「先生にします」と即答した。略称は「ラブたん」。
スウィート・スウィーター・スウィーテスト(sweet sweeter sweetest)のラブ・ティーチャー みのりんが甘い言葉についてリスナー対象で特別授業を行うというもの。おおよその趣向・内容は「ラブシグナルはときめきピンク」と同じ。
この企画の発案は第20回で「ラブシグナルはときめきピンク」を務めた清水発案によるもの。なお、先述の「ラブシグナルはときめきピンク」と異なり、茅原は半ばノリ良くやっていたので、精神的ダメージはほとんど負わなかった。

## エピソード
- パーソナリティの2人は、番組タイトルを「アニたまどっとコム standard・まるなげ♪」とstandardの後で切って読んでいるが、番組直前の番組紹介のナレーター[6]には「アニたまどっとコム・standard まるなげ♪」とstandardの前で切って読まれている。
- 番組中、清水→植田の順で挨拶したりジングルされたりすることについてリスナーから質問された際、「年齢（植田）ではなく芸歴の長いほう（清水）が先になっている」と答えた。
- 番組商品を制作するため、声優雑誌を切り抜いて番組商品の試作を続けていたが、試作を重ねるうちに声優雑誌の内部のページが減ってしまい、後にアイムエンタープライズが声優雑誌を提供してきたことがある。しかし、その後、また声優雑誌の内部のページが減ってしまい、番組スタッフやラジオ関西、リスナーに声優雑誌の提供を呼びかけた（スポンサーがいないため、番組で新しい声優雑誌を買う予算がないとのこと）。
- 第8回（2007年11月24日）放送分は、収録が予定されていた日にラジオ関西東京支社の置かれているビル全体で総点検が実施される都合により、収録開始時点から1時間30分後にはビル全体が停電してしまうという状況の中で収録された。本来なら他のスタジオを借りるはずが、番組に予算がないことに加え、番組の対応策は、植田の所属事務所であるアイムエンタープライズに役者のオファーではなく収録の間借りをオファーといったものをはじめ、都内にある声優事務所を巡りながら収録、ゲスト出演してもらう代わりにそのゲストの自宅を収録の間借りオファーなど、突拍子もない提案もあったが結局、収録は予定通り東京支社内スタジオでの収録となった。
- 暗いエピソードが多いということで、植田が清水に「ブラック清水」とあだ名を付けた。後に上層部発案企画「まるなげ♪ジェンガ」で「ニックネームを付ける」という指令に、植田から「ブラックボーダー香里」とニックネームが付けられたが清水は「ピンクボーダー香里」を要望するも、「ピンクは私だぞ」と植田が抑えたため、清水がふっと零した言葉「パステル」を生天目が推したことから、清水自身も納得し「パステル香里にする」と自ら決定した。
- 番組の企画として、「番組に何かしてくれるというリスナー」を条件に、「抽選で5名にオリジナルのイモ判が押された年賀状をプレゼント」として、募集したところ、応募者は3名だった。後日、「提案するかわりに欲しい。」と希望してきた1名にもプレゼントされた。
- 番組中、生天目仁美の話をしていたら、リスナーが生天目の出演するラジオにメールを送って報告し、後日、その返事を番組に報告してきたことがある。
- （年末年始が近づき）改編期の話をしていたところ、リスナーをも交えた「打ち切り」の話になり、番組の現状を踏まえて「STOP! 打ち切り」というスローガンが生まれた。なお、このスローガンは『工口×工口』でも、諏訪部が話に出したことがある（こちらは春の改編期の話である）。
- リスナーから贈り物がよく届く。これまでに、各地方の特産品（米やお菓子など）、ワインやリキュール、清水が収集しているご当地キューピーストラップなどが届いている（中には裏番組リスナーや贈り物を買いに行ったと思われるリスナーもいる）。
  - パーソナリティの2人がリスナーに「お米がほしい」と要望していたら、2007年12月15日（第11回）の放送までに複数のリスナーから計27kgの米が届いた。その後、2007年12月22日（第12回）の放送分でスタッフが炊飯器を持ち込み、本番中は炊き立てのごはんを食べながら進行した。また、ごはんだけでは寂しいということで、後にパーソナリティーやスタッフが持ち込んだおかず（リスナーからの贈られた物も含む）も添えられるようになった。それ以来、番組収録間際までごはんを食べるのが恒例化し、「ざぎん[7]食堂」と称しオープニング内でその日は何を食べたか紹介している。さらに、2010年7月10日放送分からは、公式サイト上でメニューが写真付きで紹介されるようになった。ちなみに届いたお米の一部はスタッフが持ち帰ったが、2008年2月16日（第20回）の放送時点でもごはんを食べており、このときゲストとして出演した生天目も食べていた（なお、生天目は出演するまで、スタジオでごはんを食べていることを冗談だと思っていたようである）。
  - パーソナリティーの2人が話題にしていたテレビ番組(闇のカルテ)を見逃した時、録画したリスナーに対してダビングして送るように要望したこともある。実際に届いたが、著作権侵害に当たるからか何が届いたかは詳しく言えないと発言していた。
- 2007年12月29日（第13回）の放送分では「今週のまるなげ♪急上昇曲」のコーナーで、福井裕佳梨の「Rain Of Love」を紹介をする際、リスナーの要望により「カニフラワー」と叫び、知らずに『福井裕佳梨・川本成のカニフラワー』のラジオ番組の宣伝をし、更にリスナーの曲のリクエストに応えて「Rain Of Love」の曲を流したことがある（この時はネット配信版でも「Rain Of Love」の曲が流れた）。
- 第21回（2008年2月23日）では、権利者である茅原実里がゲストで来ていたため、「まるなげ♪宣伝部」「今週のまるなげ♪急上昇曲」の各コーナーで1曲ずつ放送され、番組開始以来初めて曲が2度放送された。
- 二人が共演した作品『魔法少女リリカルなのはシリーズ』の話が番組内で度々話されている。また、同作品シリーズで共演した声優、特にヴォルケンリッター（チーム・ヴォルケン）をゲストに呼ぶという提案がパーソナリティとリスナーから度々挙がっているものの、現在の時点では構想だけに留まっている。ちなみに『なのは』のアニラジである『RADIOアニメロミックス ラジオStrikerS』は、関西地方ではABCラジオにおける裏番組であり、当番組内でも話題に上がることがある。
- 番組のラジオCDの制作は、ほとんど突発的なものだったようで、発売を告知しながらもCDタイトルや一般販売時期は未定・未発表状態であった（後にアニたまSHOPでの紹介に誤植があったことも発覚し訂正とお詫びがなされた）。CDタイトルは「今週のまるなげ♪急上昇曲」内で複数の候補の中からダーツによって決められた（なお、候補の中には『チアルーガ!』も当然の如く含まれていた）。
- 清水の誕生日である5月21日にAmazonで清水の写真集を買うようにリスナーに働きかけたところ、第34回（2008年5月24日）放送分の収録時点で、タレント本ランキングで2位にランクインしていた（なお、新版を除くと1位）。
- 清水と植田がメンバーになっている声優ユニット『N's』のプロデューサーは、本番組を愛聴している。第129回放送では、植田が、『N's』のプロデューサーから本番組が2010年3月の番組改編期を乗り越えられるのか真剣に尋ねられたと発言した。
- 2010年7月17日放送分にてリスナーから送られてきた『ストップ打ち切り!!ワンクリックでまるなげ♪を救う』ポスターは、番組に正式採用され、公式サイト上でクリック活動への協力が呼びかけられている。
- 2011年7月30日放送分にて、放送200回を迎えた。スポンサーがついていない番組がここまで続くのは珍しいらしく、清水と植田自身が「すごいことだ」と驚く様子が放送された。
- 清水と植田のコンビは『ラジオ番組表2011秋(三才ブックス刊)』の「好きなDJランキング」にて448票を獲得し、第3位となった。同誌の編集者は、「とある日を境に投票が増えて驚きました」と清水に漏らしている。これは、本番組内における投票の呼びかけに応じたリスナーが、大挙して2人に投票した結果であると考えられる。
- 2011年11月20日の「神戸マラソン折り返しまつり」にて3回目の公開録音が予定されていたが、強風のため中止となった。植田は後日の放送にて、「はずれクジを引く人も意外と持っていると思う」と前向きに捉えていた。これに対して清水は、「まるなげ初の王道の公開録音をやろうとしたことがいけなかった。神様が怒りの強風を吹かせた」と述べている。
- BIGLOBEが運営する『アニメワン』内の「アニメランキングメーカー」において「おススメの声優webラジオ（現在放送版）」というランキングが作成され、本番組は投票総数419票のうち54票を獲得して第1位となった。

## ゲスト
- 第20回：生天目仁美
- 第21回：茅原実里
- 第52,76回：桑谷夏子
- 第60回：斎賀みつき
- 第63回：鹿野優以
- 第73回：高橋美佳子
- 第104,121回：後藤麻衣
- 第140回：伊藤かな恵
- 第220回：利根健太郎、佐倉綾音

## 公開録音
- 2009年9月27日 - 神戸国際会議場 メインホール
- 2011年1月30日 - 神戸新聞松方ホール
- 2011年11月20日（中止） - 神戸マラソン 折り返しまつり会場

強風により「折り返しまつり」自体が行われず、中止となった。次に挙げる日程がその振り替えとして紹介されている。
- 2012年2月12日 - 神戸市立灘区民ホール

DJCD vol.7（先着500枚）に封入されている招待券が必要。

## 関連商品

### CD
- アニたまどっとこむ Standard まるなげ♪ テーマソング 「Happyの条件/キズナ」（2009年9月23日 MESC-0022）

出演者： M's(清水香里、植田佳奈)　※M's＝番組限定ユニット
＜CD収録内容＞
1.Happyの条件　作詞:酒井ヒデト/作曲:杉本敏/歌:M's
　アニたまどっとこむ Standard まるなげ♪ オープニングテーマ
2.キズナ　作詞:酒井ヒデト/作曲:杉本敏/歌:M's
　アニたまどっとこむ Standard まるなげ♪ エンディングテーマ
3.Happyの条件(off vocal)
4.キズナ(off vocal)
- アニたまどっとこむ Standard まるなげ♪ presents 『Pastel Kaori Colorful Box』（2010年1月8日）

出演者： パステル香里（Cv:清水香里）、司会者、かなこ、からこ、カナ猫（Cv:植田佳奈）、純次ママ（Cv:間島淳司）

### ラジオCD
- 急にボールが来たので、思わず作っちゃいましたCD〜『アニたまどっとコム standard まるなげ♪』 DJCD vol.1〜（2008年4月3日発売）

出演者： 清水香里、植田佳奈
- 常識的に考えてそろそろ桑谷さんを呼ぶ頃だと思い呼んでみましたCD〜『アニたまどっとコム standard まるなげ♪』 DJCD vol.2〜 （2008年10月12日のラジオ関西まつりで先行販売、一般販売は2008年10月17日）

出演者： 清水香里、植田佳奈、桑谷夏子
- まるなげ刑事の事件簿 紅葉舞う草津ロマンティック街道〜湯けむりに消えた男〜『アニたまどっとコム standard まるなげ♪』 DJCD vol.3〜 （2009年1月9日発売）

出演者： 清水香里、植田佳奈
- クイズ！まるなげドン！KT帝国・ヴィヴィッド総帥の逆襲〜『アニたまどっとコム standard まるなげ♪』 DJCD vol.4〜 （2009年1月9日発売）

出演者： 清水香里、植田佳奈、桑谷夏子、高橋美佳子
- みんなが無駄話というから、合宿に来ましたCD〜『アニたまどっとコム standard まるなげ♪』 DJCD vol.5〜（2010年1月8日発売）

出演者： 清水香里、植田佳奈

### DVD
- 私をスノボに連れてって〜ゲレンデでラブをゲットするための50のアドバイス〜（2008年8月のコミケで先行発売、一般発売は2008年8月21日）

出演者： 清水香里、植田佳奈
- アニたまどっとコムstandardまるなげ♪〜五感で楽しむKBバスツアー〜（2009年8月のコミケで先行発売、一般発売は2009年8月20日、初回封入特典として2009年9月27日に神戸で行われる予定の番組公開録音参加券が封入されている）

出演者： 清水香里、植田佳奈

### その他
- アニたま袋（2008年8月のコミケで先行発売、一般発売は2008年9月5日）

アニたまSHOPの商品が複数入っている福袋的な商品。「アニたまSHOP特典DJCD」や「アニたまどっとコムファンブック」が含まれており、「アニたまどっとコムファンブック」には連続ドラマ小説「マジカルポリス パステル香里」が掲載されている。
- 下腹の乱Tシャツ
- わがままボディーTシャツ
- M's スポーツタオル
- M's リストバンド
- まるなげ♪ストップ打ち切りセット2011（先着30セット限定）

内容:DJCD vol.1-6, Happyの条件, Pastel Kaori Colorfulbox, DVD「私を神戸に連れてって」, 自分発見セット, 胸の解散総選挙Tシャツ, 仮面はカラダの一部ですTシャツ, 「まるなげ♪いちごタオル」, 「革命的ハンドウォーマー」